# Lee Sun-kyun
Đây là một tên người Triều Tiên, họ là Lee.
Lee Sun-kyun (tiếng Hàn: 이선균; 2 tháng 3 năm 1975 – 27 tháng 12 năm 2023) là một nam diễn viên người Hàn Quốc. Anh được biết đến qua vai diễn trong bộ phim giành giải Oscar Ký sinh trùng cũng như tham gia một số phim truyền hình khác.

## Tác phẩm đã tham gia

### Điện ảnh
| Năm  | Tên phim                     | Vai diễn     | Ghi chú | Nguồn       |
| ---- | ---------------------------- | ------------ | ------- | ----------- |
| 2019 | Ký sinh trùng                | Park Dong-ik |         |             |
| 2024 | Dự Án Mật: Thảm Hoạ Trên Cầu | Jung Won     |         | [ 3 ] [ 4 ] |
| 2024 | Land of Happiness            | Park Tae-Ju  |         |             |

### Truyền hình
| Năm  | Tên phim         | Vai diễn               | Ghi chú |
| ---- | ---------------- | ---------------------- | ------- |
| 2016 | Cô vợ ngoại tình | Do Hyun-woo / Toycrane |         |

## Bị điều tra nghi vấn sử dụng ma túy
Theo Cơ quan Cảnh sát Seoul thông báo ngày 19 tháng 10 năm 2023, vào một ngày trước đó, cảnh sát đã điều tra tám người, trong đó có Lee Sun-kyun với tội danh vi liên quan tới sử dụng trái phép ma túy. Họ bị tình nghi sử dụng ma túy nhiều lần trong năm nay tại các cơ sở giải trí và khu dân cư ở Gangnam, Seoul. 
Ngày 20 tháng 10, công ty quản lý của nam diễn viên là Hodu & U Entertainment đã tuyên bố chính thức liên quan đến nam diễn viên Lee Sun-gyun, người gần đây bị nghi ngờ sử dụng ma túy. Công ty này cho biết: "Trước hết, chúng tôi muốn bày tỏ lời xin lỗi sâu sắc nhất vì đã gây lo ngại thông qua các báo cáo về nam diễn viên Lee Sun-kyun, người liên kết với công ty chúng tôi, tuy nhiên những cáo buộc chống lại nam diễn viên Lee Sun-kyun và chúng tôi phải chấm dứt trong thời gian tới". Đồng thời, họ cũng thông báo rằng, nam diễn viên Lee Sun-kyun liên tục bị tống tiền và đe dọa từ một người liên quan đến vụ việc và đã gửi đơn khiếu nại lên cơ quan điều tra liên quan đến việc này. Về phần nam diễn viên, anh tuyên bố "nghiêm túc tham gia các cuộc điều tra của các cơ quan điều tra với thái độ chân thành".
Chiều ngày 4 tháng 11, Lee Sun-kyun bị cảnh sát triệu lập lần hai. Anh đã trải qua ba vòng thẩm vấn của cảnh sát trong vòng hơn 19 tiếng đồng hồ, vì bị nghi ngờ nhiều lần sử dụng cần sa và các loại ma túy bất hợp pháp khác tại nhà của một nữ tiếp viên làm việc tại một quán bar cao cấp ở quận Gangnam. Tại đây, nam diễn viên khai rằng một người đã lừa anh sử dụng ma túy, nhưng phủ nhận việc anh cố ý sử dụng chúng. Kết quả xét nghiệm nhanh bằng thuốc thử tại cơ quan cảnh sát và cả mẫu xét nghiệm ma túy tại Cơ quan Pháp y Quốc gia Hàn Quốc của Lee đều cho kết quả âm tính.

## Qua đời
Ngày 27 tháng 12 năm 2023, tổng đài 112 của cảnh sát Hàn Quốc nhận được tin trình báo từ vợ của Lee Sun-kyun là nữ diễn viên Jeon Hye-jin rằng chồng cô đã bỏ nhà đi sau khi "để lại một lá thư giống như di chúc". Khoảng 10 giờ 30 phút, cảnh sát tìm thấy thi thể của nam tài tử trong chiếc ô tô đóng kín cửa, đậu tại công viên Waryong ở Jongno-gu, Seoul. Bên trong xe có một bếp than tổ ong được đặt bên cạnh ghế lái. Cảnh sát đưa ra nhận định ban đầu nguyên nhân cái chết của Lee Sun-kyun có thể là tự sát bằng cách đốt than trong không gian kín.